# Élections législatives kazakhes de 1995
Des élections législatives se sont tenues au Kazakhstan en 1995.

## Résultats
| Parti politique                          | Votes     | %   | Sièges | +/-     |
| ---------------------------------------- | --------- | --- | ------ | ------- |
| Party of People's Unity of Kazakhstan    |           |     | 25     | -8      |
| Parti démocratique kazakh                |           |     | 12     | Nouveau |
| Peasants Union of Kazakhstan             |           |     | 7      | +3      |
| Federation of Trade Unions of Kazakhstan |           |     | 5      | -6      |
| People's Cooperative Party of Kazakhstan |           |     | 2      | Nouveau |
| Party of Kazakhstan's Revival            |           |     | 1      | Nouveau |
| People's Congress of Kazakhstan          |           |     | 1      | -8      |
| Parti socialiste kazakh                  |           |     | 1      | -7      |
| Social Movement "Harmony"                |           |     | 1      | -4      |
| Union of Kazakhstan's Youth              |           |     | 3      | +2      |
| Indépendants                             |           |     | 7      | -56     |
| Votes blancs                             | 32,851    | -   | -      | -       |
| Total                                    | 7 153 443 | 100 | 67     | -110    |